# خورخي كاراسكو
خورخي كاراسكو (بالإسبانية: Jorge Carrasco)‏ هو لاعب كرة قدم تشيلي، ولد في 1 فبراير 1982 في سانتياغو في تشيلي. شارك مع منتخب تشيلي لكرة القدم. أما مع النوادي، فقد لعب مع أوداكس إيتاليانو وكولو-كولو ونادي بالستينو وهواتشيباتو.

## وصلات خارجية
- خورخي كاراسكو على موقع إي إس بي إن إف سي (الإنجليزية)
- خورخي كاراسكو على موقع قاعدة بيانات كرة القدم.إي يو (الإنجليزية)
- خورخي كاراسكو على موقع عالم كرة القدم.نت (الإنجليزية)